# كتاب فضائل سيدة النساء
كتاب فضائل سيدة النساء هو كتاب عن ذكر فضائل فاطمة الزهراء، ألفه الحافظ ابن شاهين (297 هـ - 385 هـ)، ساق المؤلف في كتابه أحاديث نبوية عن ذكر فاطمة الزهراء ولم يرتب هذه الأحاديث ترتيبا محددا، إذ لم يرتبها على المشايخ ولا على مسانيد الصحابة، بل ساقها غير مرتبة، كما أنه لم يلتزم بما أورده من الصحة، إذ انه أورد الصحيح والضعيف والموضوع، وقد بلغ عدد النصوص التي أوردها في الكتابسبعة وثلاثين نصا مسندا.